# Ferdinand Eisenstein

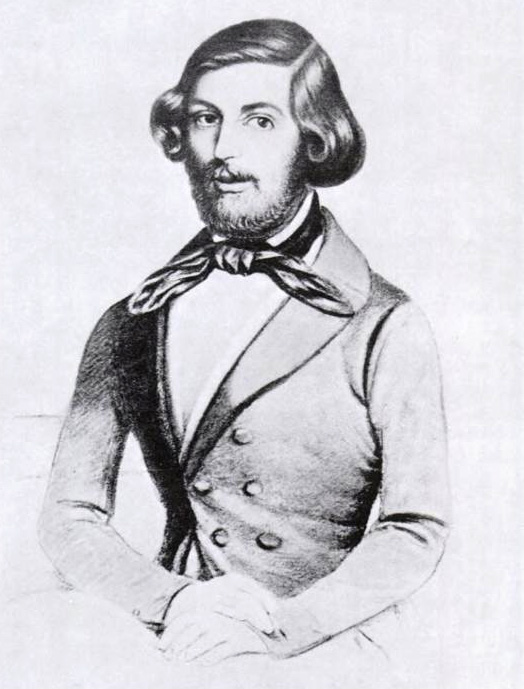
Ferdinand Gotthold Max Eisenstein.

Ferdinand Gotthold Max Eisenstein (Berlín, 16 de abril de 1823-Berlín, 11 de octubre de 1852) fue un matemático alemán. 
Como Galois y Abel, Eisenstein murió antes de cumplir 30 años y, como Abel, falleció víctima de  la tuberculosis. 

## Biografía

### Origen y juventud
Nació en Berlín, hijo de Johann Konstantin Eisenstein (1791-1875), comerciante y chapista temporal nacido en Danzig, y de Helene Pollack (1799-1876), natural de Königsberg. Sus padres eran judíos, pero se convirtieron al protestantismo antes de que él naciera. Sufrió problemas de salud durante toda su vida, incluyendo meningitis en la infancia, enfermedad de la que murieron sus cinco hermanos y hermanas.  
Un conocido de la familia despertó el interés del niño de seis años por las matemáticas. «Ya con seis años podía entender la demostración de un teorema».También le interesaba la música, tocaba el piano y componía. Tras asistir al preescolar, fue enviado a un internado en las afueras de Berlín debido a su mala salud. En la más bien rural Charlottenburg, asistió al reformatorio pedagógico Cauersche Anstalt de 1833 a 1837 (desde 1834 Pädagogium), un centro de enseñanza y educación regido según los principios de Fichte y Pestalozzi. De 1837 a 1842 asistió al Friedrich-Wilhelm-Gymnasium  para pasar luego al Gymnasium Fiedrich Werder de Berlín. A partir de 1840 asistió a las clases del matemático Dirichlet en la Universidad de Berlín.  En la escuela primaria fue alentado por el profesor Karl Heinrich Schellbach y a los 15 años comenzó a estudiar cálculo diferencial de obras de Euler, Lagrange y Gauss. 
En 1840 su padre se trasladó a Inglaterra, pero no consiguió afianzarse en ningún sitio. Eisenstein y su madre le siguieron en el verano de 1842. Viajaron por Inglaterra, Gales e Irlanda. En Liverpool admiraban su forma de tocar el piano. Durante este tiempo, también estudió la principal obra de Gauss sobre teoría de números, las Disquisitiones. En 1843 en Dublín conoció al famoso matemático y físico William Rowan Hamilton, quien le entregó  una copia de una obra suya sobre el trabajo de Abel acerca de la imposibilidad de resolver ecuaciones de quinto grado mediante operaciones racionales y radicales, lo que estimuló notablemente el interés del joven Eisenstein en la investigación matemática. A mediados de junio de 1843 estaba de vuelta en Berlín, donde sus padres vivieron separados a partir de entonces. Eisenstein se mudó un total de dieciséis veces a Berlín desde 1843 y a partir de 1846 vivió separado de su madre. En 1843, su madre solicitó una manutención para él. Se presentó al examen externo de fin de estudios, en cuyo curriculum vitae obligatorio llamó la atención sobre su «estado de ánimo hipocondríaco» y aludió a recomendaciones de Dirichlet, Hamilton, Jacobi y el astrónomo y secretario de la Academia de Berlín Johann Franz Encke. En octubre se matriculó en la Universidad de Berlín.

### Estudios
El 1 de enero de 1844, ya había presentado su primer trabajo a la Academia de Berlín, sobre formas cúbicas en dos variables presentado también para su publicación a Leopold Crelle, en cuya revista apareció la mayor parte de su trabajo. En marzo de 1844 conoció también a través de él a Alexander von Humboldt, quien le apoyó, entabló correspondencia con él e hizo numerosas presentaciones en su nombre. A partir de entonces, considerando la extrema pobreza de Eisenstein, Humboldt logra obtener para él subsidios del Rey, del gobierno de Prusia, y de la Academia de Berlín, un total de 5300 táleros, una media de 250 táleros al año, y tras su muerte dejó 500 táleros a sus padres. Sin embargo, las contribuciones debían renovarse cada dos o tres años. Invitado por Gauss, que elogió el trabajo que le había enviado, viajó en junio a Gotinga. Allí entabló amistad con el matemático Moritz Stern. Al mismo tiempo, en los volúmenes 27 y 28 de la Revista de Crelle de 1844 aparecieron 25 trabajos suyos (23 para ser exactos, y 2 problemas) que le hicieron famoso de un plumazo. Se trataba de la ley de reciprocidad cúbica y bicuadrática (Gauss sólo publicó la ley de reciprocidad cuadrática en las Disquisitiones), trabajos sobre formas cúbicas, división de círculos, funciones elípticas y abelianas.  Le siguieron sus primeros honores: en 1845, siendo estudiante de tercer semestre, recibió un doctorado honoris causa de la Universidad de Breslau por sugerencia de Kummer, Jacobi también impulsó esta distinción, pero las relaciones entre este y Eisenstein habrían de ser siempre difíciles; en particular, por una cuestión de prioridades de descubrimiento surgida en 1846; además Gauss le propuso para la orden Pour le Mérite. Conoció a Leopold Kronecker, con quien entabló amistad. Sin embargo, cuando abandonó la universidad para iniciar una carrera como hombre de negocios, se encontraba muy aislado. Su estado de ánimo hipocondríaco empeoró y así permaneció hasta su muerte. A principios de 1846 tuvo una disputa de prioridades con Jacobi: no le había mencionado en su trabajo sobre la división del círculo. Jacobi le llamó «mentiroso y ladrón (literario)» en una carta a Bessel, lo que también repercutió en sus mecenas (Encke) de Berlín. Por su parte, Gauss, por lo demás parco en elogios, escribió a Humboldt el 14 de abril de 1846 que el talento de Eisenstein era de los que «sólo se dan a unos pocos en cada siglo». Humboldt, de 80 años, hizo todo lo posible por contrarrestar la influencia de Jacobi, pero ya estaba buscando otro lugar donde trabajar y escribió al príncipe heredero bávaro Maximiliano y a Heidelberg.

### Cátedra y fin
En 1847 Eisenstein se habilitó y dio clases en la Universidad de Berlín como profesor particular. En el verano de 1847, Bernhard Riemann dio allí una conferencia con Eisenstein sobre funciones elípticas. Eisenstein escribió sobre Riemann: «Cuando estuvo aquí, corrí literalmente tras él, pero parecía evitarme» y atribuyó este hecho a su propia timidez e inaccesibilidad. Por cierto, tuvo seis (funciones elípticas) o dos oyentes (teoría de funciones), y lo mismo en los semestres siguientes. Eisenstein publicó una antología de su obra, cuyo prólogo escribió Gauss.
En el año revolucionario de 1848 asistió a clubes democráticos, pero no se implicó en política. Eisenstein tenía simpatías republicanas, y si bien no participó activamente en los sucesos revolucionarios de 1848, fue arrestado el 19 de marzo de ese año. Aunque liberado un día después, los malos tratos sufridos agravaron aún más su delicada salud. Pero además las sospechas de su alineamiento con la causa republicana provocaron que le fueran quitados los subsidios oficiales, aunque Humboldt continuó tenazamente apoyándolo.
Desde 1847 estudiaba medicina con Johannes Müller. En sus cartas se quejaba de su aislamiento: Dirichlet era muy amable con él, pero él sólo sentía una fría cortesía. El 19 de marzo fue detenido en su casa de la esquina de la Friedrichstrasse con la Krausenstrasse durante las luchas de barricadas con los demás vecinos, ya que desde la casa se habían efectuado disparos. Fue maltratado y trasladado a Spandau, en la ciudadela, pero liberado al día siguiente. Durante este tiempo, dio conferencias sobre análisis y mecánica en la universidad.
En marzo de 1849, Dirichlet hace una valoración muy favorable de él para el Ministerio de Cultura. El ministerio también preguntó por los rumores que circulaban sobre su «comportamiento moral». Al parecer, sin embargo, los rumores fueron creídos, Había participado en la revolución y se le había recortado el sueldo, lo que Humboldt aún pudo compensar parcialmente, temiendo para él un destino similar al de Abels. La relación con Crelle se deterioró, ya que éste hacía cambios en sus publicaciones sin preguntar, con los que pretendía mejorar el estilo de Eisenstein, pero que, en opinión de éste, cambiaban parcialmente el sentido.
En agosto de 1850, Dirichlet y Jacobi solicitaron una cátedra para Eisenstein, pero fue rechazada. Oficialmente, le dijeron que dudaban de su capacidad para enseñar. Enfermaba con frecuencia y a veces daba conferencias a su reducido público desde la cama de su habitación. Publicó su Irreduzibilitätskriterium y trabajos sobre las leyes de reciprocidad superiores. El 1 de enero de 1851 fue elegido miembro de la Academia de Ciencias de Berlín tras ser propuesto por Dirichlet, Jacobi y Encke. Sin embargo, no fue aceptado, ya que otros dos candidatos ocuparon las plazas vacantes. Sin embargo, en 1851, él y Kummer fueron nombrados miembros correspondientes de la Academia de Ciencias y Humanidades de Gotinga por sugerencia de Gauss. En marzo de 1852 fue nombrado también miembro de la Academia de Berlín.
Tras enfermar repetidamente en los años anteriores, sufre una hemorragia a finales de julio de 1852 cuasada por la tuberculosis. A pesar de su estado de salud, Eisenstein continuó escribiendo un trabajo tras otro sobre particiones cuadráticas de los números primos y leyes de reciprocidad. En 1851, a instancias de Gauss, es elegido miembro de la Academia de Gotinga; un año después, por recomendación de Dirichlet, también es elegido miembro de la Academia de Berlín. A instancias de Humboldt, recibió 500 táleros para una estancia de un año en Sicilia, pero estaba demasiado débil para ello. Murió en octubre, a la edad de 29 años, y fue enterrado en el cementerio de Friedhof am Blücherplatz. Humboldt, de 83 años, le dio el último adiós. La tumba ya no existe. Humboldt aseguró el apoyo financiero de sus padres, que en 1869 pusieron a disposición las cartas de Humboldt a su hijo para donar el producto de la venta al Monumento a Humboldt.

## Contribuciones
En su corta vida, Eisenstein realizó numerosas contribuciones en varios campos de las matemáticas. Las tres áreas principales en las que realizó aportes fundamentales fueron la teoría de formas, generalizando los resultados obtenidos por Gauss respecto de las formas cuadráticas; las leyes de reciprocidad, con el objetivo de generalizar los resultados de Gauss sobre reciprocidad cuadrática; y las funciones elípticas, campo en el que realizó los desarrollos teóricos más destacados y que conservan influencia y actualidad.
En álgebra, el criterio de Eisenstein por él (aunque ya había sido demostrado anteriormente por Theodor Schönemann). Los números de Eisenstein, la serie de Eisenstein y las funciones de Eisenstein llevan su nombre. El acceso a las funciones elípticas a través de la serie de Eisenstein fue ampliado posteriormente por Weierstrass y Kronecker. También se pueden encontrar nuevos aspectos de las funciones theta en la obra de Eisenstein.
En teoría de números, demostró la ley de reciprocidad cúbica y bicuadrática (a partir de la teoría de lemniscatas), dio una prueba geométrica de la ley de reciprocidad cuadrática (Crelle Journal Vol. 28, 1844, p. 246) y se ganó la admiración de Gauss. Todas estas leyes son la caracterización de las soluciones de las ecuaciones correspondientes (3.º y 4.º  grado) en aritmética modular. En sus trabajos sobre las leyes de reciprocidad, competía con los trabajos simultáneos de Kummer, cuya teoría ideal también utilizó. También intentó extender el trabajo de Gauss sobre las formas cuadráticas en las Disquisitiones a las formas cúbicas. Fue el primero en descubrir la sucesión de Stern-Brocot en 1850.

## Publicaciones
- Eisenstein, Gotthold (1847), Mathematische Abhandlungen. Besonders aus dem Gebiete der höheren Arithmetik und der elliptischen Funktionen (en alemán), Reimer, Berlin.
- Eisenstein, Gotthold (1975), Mathematische Werke (en alemán), New York: AMS Chelsea Publishing, ISBN 978-0-8284-1280-3, MR 0427029. revisión de Weil, en inglés

## Presunta cita de Gauss
Gauss en una conversación comentó una vez que, «sólo había habido tres matemáticos que hicieron época: Arquímedes, Newton y Eisenstein». Este es el origen de la cita que a veces se atribuye a Gauss sobre Eisenstein. 
E. T. Bell en su libro de 1937 Men of Mathematics (página 237) afirma que Gauss dijo «Sólo ha habido tres matemáticos que han hecho época, Arquímedes, Newton, y Eisenstein», y esto ha sido ampliamente citado en escritos sobre Eisenstein. No es una cita de Gauss, sino (una traducción de) el final de una frase de la biografía de Eisenstein por Moritz Cantor, uno de los últimos alumnos de Gauss e historiador de las matemáticas, que resumía su recuerdo de un comentario hecho por Gauss sobre Eisenstein en una conversación muchos años antes.
La cita original es la siguiente:
```
Seit 1847 was er Privatdocent an der Universität zu Breslau, seit dem 24. April 1852 ordentliches Mitglied der dortigen Akademie der Wissenschaften alss 24. April 1852 Desde el 24 de abril de 1852 fue miembro ordinario de la Academia de Ciencias de Breslavia, en la que el 1 de julio obtuvo su licenciatura. Juli seine Antrittsrede hielt, ein Vierteljahr später starb der geniale Mathematiker, den ein Gauß so sehr seiner Freundschaft gewürdigt hatte, daß er eine Sammlung Eisenstein'scher Aufsätze, welche 1848, also noch während des Lebens des Verfassers, in Berlin erschien, mit einer Vorrede einleitete, und sich gesprächsweise einmal äußerte, '
es habe nur drei epochebildende Mathematiker gegeben: Archimed, Newton, Eisenstein
.
```

Aunque es dudoso que Gauss pusiera realmente a Eisenstein a la altura de Newton, sus escritos demuestran que Gauss tenía en muy alta estima a Eisenstein. Por ejemplo, una carta de Gauss a Humboldt, fechada el 14 de abril de 1846, dice que el talento de Eisenstein es uno de los que la naturaleza concede sólo unas pocas veces por siglo («welche die Natur in jedem Jahrhundert nur wenigen erteilt»).